# La Grille (émission de télévision)
Pour les articles homonymes, voir Grille.
La Grille est une émission de télévision de Formule 1 d'avant-course diffusée sur la chaîne de télévision française Canal+ depuis le 17 mars 2013.

## Présentation
L'émission, co-présentée par Thomas Sénécal et l'ancien pilote Franck Montagny accompagnés des commentateurs de course Julien Fébreau, Jacques Villeneuve et Laurent Dupin, précède le Grand Prix d'une cinquantaine de minutes. 
Elle présente les enjeux de la course, résume les séances d'essais libres et de qualifications et est agrémentée d'interviews de pilotes ou de membres d'écuries. 
Le circuit est également présenté et commenté par Franck Montagny dans la rubrique « Le tour de Franck ». 